# Thuidium ramosissimum
Thuidium ramosissimum là một loài rêu trong họ Thuidiaceae. Loài này được Dixon & E.B. Bartram mô tả khoa học đầu tiên năm 1933.